# Distretto di Lari
Il distretto di Lari è uno dei venti distretti della provincia di Caylloma, in Perù. Si trova nella regione di Arequipa e si estende su una superficie di 384,02 chilometri quadrati.

Ha per capitale la città di Lari e contava 1.370 abitanti al censimento 2005.